# Horušice
Horušice är en ort i Tjeckien.   Den ligger i regionen Mellersta Böhmen, i den centrala delen av landet, 70 km öster om huvudstaden Prag. Horušice ligger 226 meter över havet och antalet invånare är 193.
Terrängen runt Horušice är platt. Runt Horušice är det ganska tätbefolkat, med 116 invånare per kvadratkilometer. Närmaste större samhälle är Kolín, 16,7 km väster om Horušice. Trakten runt Horušice består till största delen av jordbruksmark.